# نادي أوليسوند
أوليسوند أف سي ("Aalesund's Football Club") هو نادي كرة قدم النرويج من مدينة أوليسوند. وأسس عام 1914.

## الألقاب
- كأس النرويج لكرة القدم:
  - البطل (1): 2009

## تشكيلة الفريق
ملاحظة: تشير الأعلام إلى المنتخب الوطني على النحو المحدد في قواعد الأهلية للفيفا. قد يحمل اللاعبون أكثر من جنسية واحدة غير تابعة للفيفا.
| الرقم | البلد     | المركز | اللاعب                       |
| ----- | --------- | ------ | ---------------------------- |
| 1     | النرويج   | حارس   | ستيفن غريتيباست              |
| 2     | النرويج   | وسط    | Amund Skiri                  |
| 4     | النرويج   | مدافع  | Jonatan Tollås               |
| 5     | فنلندا    | مدافع  | فيلي يالاستو                 |
| 6     | النرويج   | وسط    | Magnus Sylling Olsen         |
| 7     | النرويج   | وسط    | تروند فريدريكسن              |
| 8     | النرويج   | مهاجم  | تور هونيه أراي               |
| 9     | النرويج   | مهاجم  | غلين روبرتس                  |
| 10    | السويد    | وسط    | يوهان أرنينج (قبطان (توضيح)) |
| 11    | كوستاريكا | وسط    | بابلو هيريرا بارانتيس        |
|       | الدنمارك  | حارس   | أندريس ليندجارد              |

| الرقم | البلد    | المركز | اللاعب             |
| ----- | -------- | ------ | ------------------ |
| 14    | النرويج  | مهاجم  | جوناثان بار        |
| 15    | السويد   | مدافع  | Daniel Arnefjord   |
| 16    | إستونيا  | مدافع  | Enar Jääger        |
| 17    | جامايكا  | وسط    | ديمار فيليبس       |
| 18    | جامايكا  | وسط    | خاري ستيفنسون      |
| 19    | النرويج  | وسط    | Peter Orry Larsen  |
| 20    | النرويج  | مهاجم  | Didrik Fløtre      |
| 21    | النرويج  | مهاجم  | Alexander Mathisen |
| 22    | النرويج  | وسط    | فريدريك كارلسن     |
| 25    | البرازيل | مهاجم  | Diego Silva        |
| 27    | النرويج  | مدافع  | Dan Peter Ulvestad |

## روابط إضافية
- الموقع الرسمي